# Campeonato Mundial de Ciclismo Urbano
El Campeonato Mundial de Ciclismo Urbano es la competición de ciclismo urbano más importante a nivel mundial. Es organizado anualmente desde 2017 por la Unión Ciclista Internacional (UCI), después de una restructuración de las disciplinas del Campeonato Mundial de Ciclismo de Montaña y de la incorporación al programa olímpico del ciclismo BMX estilo libre.
En este campeonato se han incluido las siguientes disciplinas de ciclismo de montaña y de ciclismo BMX:
- Trials (TRI)[n 1] – masculino 20″, masculino 26″, femenino 20″/26″ y equipo mixto (no incluido en la edición de 2021).
- BMX estilo libre – parque (masculino y femenino) y, desde 2019, flatland (masculino y femenino).
- Campo a través por eliminación (XCE) – masculino y femenino (realizado solo en las dos primeras ediciones).

## Ediciones
| Núm. | Año  | Sede         | País           |
| ---- | ---- | ------------ | -------------- |
| I    | 2017 | Chengdu      | China          |
| II   | 2018 | Chengdu      | China          |
| III  | 2019 | Chengdu      | China          |
| —    | 2020 | No realizado | No realizado   |
| IV   | 2021 | Montpellier  | Francia        |
| V    | 2022 | Abu Dabi     | EAU            |
| VI   | 2023 | Glasgow      | Reino Unido    |
| VII  | 2024 | Abu Dabi     | EAU            |
| VIII | 2025 | Riad         | Arabia Saudita |
| IX   | 2026 | Riad         | Arabia Saudita |
| X    | 2027 | Alta Saboya  | Francia        |

## Medallero histórico
- Actualizado a Abu Dabi 2024.

| Núm. | País            | Oro | Plata | Bronce | Total |
| ---- | --------------- | --- | ----- | ------ | ----- |
| 1    | España          | 11  | 11    | 7      | 29    |
| 2    | Francia         | 8   | 8     | 11     | 27    |
| 3    | Estados Unidos  | 8   | 3     | 6      | 17    |
| 4    | Alemania        | 6   | 8     | 7      | 21    |
| 5    | Reino Unido     | 6   | 2     | 6      | 14    |
| 6    | Japón           | 4   | 5     | 4      | 13    |
| 7    | Australia       | 4   | 2     | 2      | 8     |
| 8    | Austria         | 3   | 0     | 0      | 3     |
| 9    | Suiza           | 1   | 3     | 1      | 5     |
| 10   | República Checa | 1   | 0     | 1      | 2     |
| 11   | China           | 0   | 2     | 2      | 4     |
| 12   | Suecia          | 0   | 2     | 1      | 3     |
| 13   | Hungría         | 0   | 1     | 1      | 2     |
| 14   | Argentina       | 0   | 1     | 0      | 1     |
| 14   | Brasil          | 0   | 1     | 0      | 1     |
| 14   | Chile           | 0   | 1     | 0      | 1     |
| 14   | Costa Rica      | 0   | 1     | 0      | 1     |
| 14   | Ucrania         | 0   | 1     | 0      | 1     |
| 19   | Bélgica         | 0   | 0     | 1      | 1     |
| 19   | Canadá          | 0   | 0     | 1      | 1     |
| 19   | Croacia         | 0   | 0     | 1      | 1     |
|      | TOTAL           | 52  | 52    | 52     | 156   |